# Catfishing
Catfishing (nebo také catphishing) je anglický termín pro podvodnou činnost, při které si útočník vytvoří na internetu (zpravidla na sociálních sítích) falešnou identitu za účelem kompromitování oběti, navázání vztahů, kyberšikaně nebo kvůli vidině finančního zisku.
Catfishing často probíhá na seznamovacích webech, sociálních sítích nebo formou e-mailu, které umožňují skrýt skutečnou identitu a vyhnout se tak důsledkům a odpovědnosti. Tato praxe je často připisována online disinhibičnímu efektu.
Mezi znaky catfishingu patří profilový obrázek, který vypadá podezřele dobře, vyumělkovaně nebo naopak genericky, vyhýbání se videohovorům nebo osobní schůzce, požadování peněz či intimních materiálů.
Catfisher může někdy odcizit celou identitu jiného jedince, včetně jeho podoby, data narození a zeměpisné polohy, a předstírá, že je jeho vlastní. Tuto identitu pak používá, aby obelhal druhé a navázal s nimi kontakt. Catfishing zahrnuje falšování profese, místa (lokality), preferencí apod. Pokud někdo falšuje jen některé nebo relativně nepodstatné prvky své identity, označuje se to jako „kitten fishing” (v překladu: lovení kotěte).
V některých případech je cílem catfishingového útoku jedna osoba. V těchto případech si pachatelé mohou vytvořit identitu, která podle nich bude atraktivní pro jimi zvolenou cílovou osobu. Na online seznamovacích fórech a webech je catfishing již dlouho běžný.

## Důvody catfishingu
Lidé mohou skrývat svou identitu kvůli možnosti obtěžování, navázání vztahu s někým jiným než se stávajícím partnerem/partnerkou nebo kvůli vydírání či vyhrožování. Pro některé může být catfishing způsobem, jak zkoumat vlastní sexuální preference.
Podle neziskové organizace zaměřené na digitální zdraví „Cybersmile Foundation” existuje mnoho důvodů catfishingu, ale nejčastěji jím je nejistota a nedostatek sebedůvěry. Pokud někdo není spokojen(a) sám se sebou, může se cítit lépe, když předstírá, že je někým jiným, atraktivnějším pro druhé.
Mezi další příčiny se uvádí duševní nemoc (deprese nebo chronická úzkost), kdy falešná identita napomáhá zvýšit sebevědomí, které jedinci potřebují pro navázání vztahů a toho, co považují za "normální" online život.  Jiným důvodem může být pomsta, snaha pomstít se někomu, za koho se jedinec vydává, a to tím, že v online prostoru řeknou nebo udělají věci, kvůli kterým dotyčný vypadá negativně, nebo se dokonce pod jeho online identitou záměrně zapletou do nezákonné činnosti.
Termín „catfishing” pochází z amerického dokumentárního filmu Catfish z roku 2010 o televizním producentovi Nevu Schulmanovi, který se sám stal obětí catfishingu. Nev Schulman navázal online vztah s teenagerkou „Megan“, ze které se ale vyklube starší žena. V závěrečné scéně dokumentu manžel „Megan“ vypráví anekdotu o tom, jak se z Aljašky vyvážela živá treska spolu se sumcem, který udržoval tresku aktivní a ostražitou. Přirovnal to k lidem v reálném životě, kteří drží ostatní ve střehu, jako jeho manželka. Schulman následně pokračoval v další produkci dokumentární série Catfish.

## Sociální inženýrství
Phishing patří mezi techniky takzvaného sociálního inženýrství jako například vishing nebo smishing (podvodné sms zprávy). Útoky prostřednictvím sociálního inženýrství již dnes ve svém objemu pomalu dohánějí klasické útoky malwarem. Jsou nebezpečné především kvůli tomu, že manipulují s tím, co je nám lidem přirozené – s našimi emocemi, především se strachem a zvědavostí.